# Phare de Roquetas de Mar
Le Phare de Roquetas de Mar est un ancien phare situé à Roquetas de Mar, dans la Province d'Almería en Andalousie (Espagne). Il appartient désormais à la municipalité.

## Histoire
Ce phare a été construit en 1863. C'est une tour ronde en pierre de 12 m de haut, avec galerie et lanterne, attenante à la façade de la maison de gardien d'un seul étage. Sa lanterne est peinte en blanc avec un dôme vert. Il est placé sur le bord de mer sur le côté sud du port de Roquetas de Mar. Il est inactif depuis 1942.
Le phare a été abandonné à cause du rallongement du port et parce qu'il était trop bas et qu'il se confondait avec les lumières de la ville. Il a été remplacé par des feux sur chacun des deux brise-lames. Récemment le phare a été restauré et transféré à l'autorité de la ville qui l'utilise comme galerie pour des expositions de photographie et d'art.
Identifiant : ARLHS : SPA-298 .
|                |
| L'ancien phare |

|                  |
| Les feux du port |

### Lien connexe
- Liste des phares d'Espagne